# Latexband

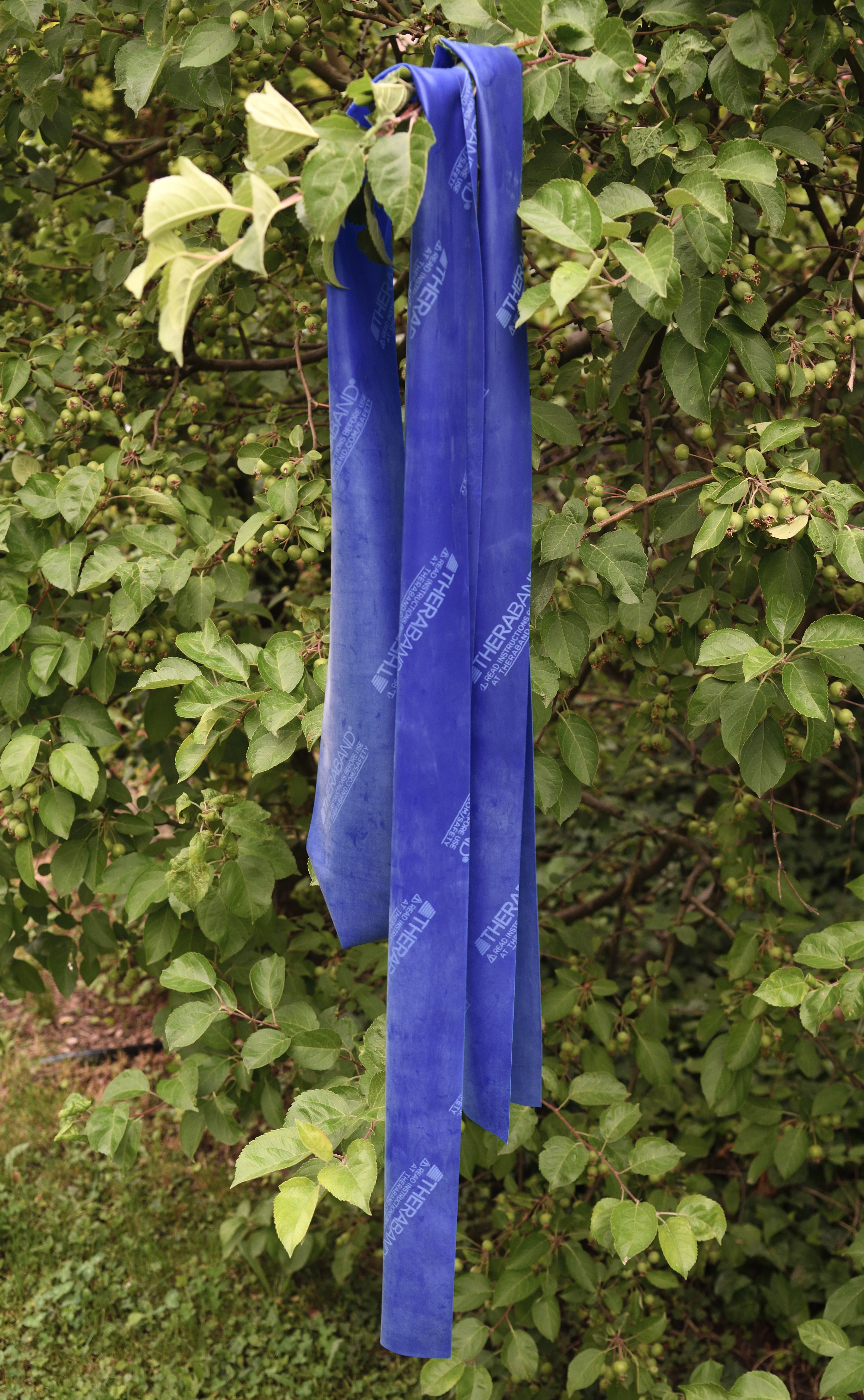
Latexband (Theraband), Länge 3 m

Ein Latexband (oder Gymnastikband) ist ein elastisches Band, das in der Physiotherapie zur allgemeinen körperlichen Ertüchtigung oder zum Krafttraining eingesetzt wird.
Im Bereich der Physiotherapie werden die Bänder häufig als Therapieband, Physiotape, Theraband oder Powerband bezeichnet. Die meisten Latexbänder sind sehr dünn, etwa ein bis drei Meter lang und nicht geschlossen.

## Allgemein
Latexbänder werden von vielen Herstellern in unterschiedlichen Farben angeboten, die unterschiedliche Stärken symbolisieren. Die Bedeutung der einzelnen Farben variiert von Hersteller zu Hersteller. Die Zugstärke lässt sich bei jedem Band variieren, wenn die Bänder kürzer gegriffen werden; sie verdoppelt sich, wenn das Band doppelt gefasst wird.
Latexbänder gibt es als ringförmig geschlossene Version wie das Deuser-Band und als einfaches Band, die häufigere Variante. Viele Hersteller bieten Latexbänder von der Rolle an, so dass die Länge vom Kunden selbst bestimmt werden kann. Häufig liegen den Bändern Clips bei, mit denen aus dem einfachen Band ein Geschlossenes hergestellt werden kann. Dies erweitert das Spektrum der ansprechbaren Muskelgruppen nochmals.
Ein Vorteil der Latexbänder liegt in der Größe. Sie lassen sich platzsparend verwahren und auch sehr einfach transportieren, so dass auch unterwegs umfassend trainiert werden kann, was ihnen den Spitznamen „kleinstes Fitnessstudio der Welt“ einbrachte.

## Sicherheit
Vor dem Benutzen eines Latexbandes sollte es stets auf Beschädigungen untersucht werden, um zu verhindern, dass es unter Spannung reißt. Besonders bei stärkeren Bändern ist sonst ein erhebliches Verletzungsrisiko gegeben. Talkum hält das Band geschmeidig und trocken und sorgt so für eine längere Lebensdauer. Bänder werden meist durch Fingernägel und Schmuck beschädigt, es ist daher ratsam, Ringe und Ähnliches vor den Übungen abzulegen. Außerdem sollten Latexbänder um die Hand gewickelt werden, anstatt sie direkt zu greifen. Dies gibt einen sicheren Halt und entlastet die Hand.

## Anwendungsbereiche
Man kann mit Latexbändern in zahlreichen Übungen sehr viele unterschiedliche Muskelgruppen trainieren; so gibt es beispielsweise Übungen für den Rücken sowie für Arm-, Bein-, Po- und Schultermuskeln. Von den einzelnen Bereichen können wiederum ganz bestimmte Muskelgruppen gezielt angesprochen werden. Latexbänder können sehr zielgerichtet eingesetzt werden und trainieren zudem die Koordination.
Heute trainiert die deutsche Fußballnationalmannschaft wie viele andere wieder mit elastischen Bändern, weil so die für den Fußball wichtigen Muskelgruppen zielgerichtet angesprochen werden können.

## Formen

### Deuser-Band
Das Deuser-Band ist ein aus Kautschuk hergestelltes, ringförmig geschlossenes, relativ dickes Band zum Trainieren der Muskulatur. Das Band wird vor allem im Training verschiedener Sportarten zu Dehnungszwecken und im Ausdauertraining eingesetzt sowie zur Rehagymnastik.
Seinen Namen erhielt das Band durch seinen Patentnehmer, den Physiotherapeuten Erich Deuser. Deuser war einer der Ersten, der elastische Bänder für Sportler einsetzte. Er betreute von 1951 bis 1982 die deutsche Fußballnationalmannschaft und benutzte zunächst zum Krafttraining mit den Fußballspielern Fahrradschläuche, bis er 1967 zum gezielteren Einsatz mit unterschiedlichen Zugkräften ein Kautschukband entwickelte.
Erfinder des Deuserbandes ist der Fabrikant Heinrich Deike, der das Band im Jahre 1966 zum Gebrauchsmuster anmeldete.
Das Deuserband gibt es in verschiedenen Gewichtsklassen. Es gibt fünf verschiedene Widerstandsstufen, wobei man hell (leicht) bis dunkel (schwer) im Handel erhält. Man kann damit verschiedene Übungen ausführen, begrenzt dieselben wie mit Gewichten oder Hanteln. Das Deuserband gibt es auch als „Light“-Version. Praktisch sind hier die mitgelieferten Handgriffe, so dass sich das Deuser-Band Light ähnlich wie ein Expander greifen lässt.

### Theraband
Das Theraband der gleichnamigen Firma ist ein Latexband, das aufgrund seiner Bekanntheit und Verbreitung auch als Gattungsbegriff für Latexbänder allgemein verwendet wird. „Thera-Band“ ist als Marke geschützt.